# پرچم ساحل عاج
پرچم ساحل عاج برای اولین بار در ۳ دسامبر ۱۹۵۹ به رسمیت شناخته شد. به‌عنوان پرچم ملی و نشان ملی شناخته می‌شود و هم‌چنین دارای تناسب ۲:۳ می‌باشد.